# San Juan Zitlaltepec
San Juan Zitlaltepec – miasto w Meksyku, w stanie Meksyk.